# کئوما ویلیج (آیووا)
روستای کئوما (به انگلیسی: Keomah Village) شهری در ایالت آیووا کشور ایالات متحده آمریکا است که جمعیت آن در سرشماری سال ۲۰۱۰ میلادی، ۸۴ نفر بوده‌است.